# Do You Know Who You Are?
Do You Know Who You Are? è l'unico album intero dei Texas Is the Reason. Il titolo deriva dalle ultime parole di John Lennon ascoltate dal pubblico.

## Tracce
1. Johnny on the Spot – 4:15
2. The Magic Bullet Theory – 2:48
3. Nickel Wound – 4:36
4. There's No Way I Can Talk Myself Out of this One Tonight (The Drinking Song) – 3:57
5. Something to Forget – 5:50
6. Do You Know Who You Are? – 2:43
7. Back and to the Left – 3:55
8. The Day's Refrain – 4:59
9. A Jack with One Eye – 4:39

## Curiosità
- La canzone Something to Forget è una versione inedita dello stesso brano inciso già nell'album precedente.
- La canzone intitolata A Jack With One Eye si riferisce alla serie televisiva statunitense I segreti di Twin Peaks.

## Formazione Band
- G. Maryanski – design
- Drew Mazurek – mixaggio
- J. Robbins – Percussionista e produttore
- Norm Arenas – Chitarrista
- Chris Daly – Batterista
- Scott Winegard – Bassista
- Garrett Klahn – chitarrista, cantante